# Sergej Michajlovič Širokogorov
Sergej Michajlovič Širokogorov (in russo: Сергей Михайлович Широкогоров; in cinese: 史祿國T, Shǐ LùguóP; Suzdal', 19 giugno 1887 – Pechino, 19 ottobre 1939) è stato un antropologo russo.
Rifugiato bianco, visse in Cina dal 1922 fino alla sua morte.

## Giovinezza e studi
Širokogorov nacque a Suzdal'. Andò in Francia nel 1906 per studiare all'Università di Parigi (Sorbona) e poi all'École d'anthropologie. Ritornò in Russia nel 1910 per entrare al Dipartimento di scienze naturali dell'Università di San Pietroburgo, ma coltivò altri interessi, tra cui l'archeologia e poi l'antropologia. Sotto la direzione di Vasilij Radlov incominciò a studiare l'etnografia dei popoli tungusi, partecipando a spedizioni nella Cina nordorientale e nella Siberia orientale.

## Carriera
Nel 1912, Širokogorov iniziò le sue ricerche sull'etnografia del popolo manciù. Poiché i Manciù nella maggior parte della Cina erano ormai da tempo fortemente sinizzati nella loro lingua e nella loro cultura, Širokogorov andò nel 1915 in uno degli angoli più remoti del paese, il distretto di Aigun (ora Heihe) sul fiume Amur, di fronte a Blagoveščensk in Russia. L'area di Aigun fino a tempi recenti aveva pochi coloni cinesi e, malgrado gli scombussolamenti occasionati dagli eventi del 1900, i Manciù di là avevano in gran parte preservato la loro lingua e il loro distinto modo di vita. Širokogorov vi trascorse 18 mesi lavorando con i Manciù. Nel 1917-1918 completò il suo campo di ricerca di Aigun con uno studio sui Manciù di Pechino, che vivevano là nell'ambiente cinese dal 1644.
Con lo scoppio della Guerra civile russa, Širokogorov rimase dapprima a Vladivostok all'Università dell'Estremo Oriente. Nel 1922 andò Shanghai in viaggio d'affari per far stampare alcune delle sue opere (inclusa Organizzazione sociale dei Manciù), ma a causa della caduta di Vladivostok ad opera dei comunisti nel 1922, rimase a Shanghai come parte della comunità russa della città.
Širokogorov entrò nella sezione di etnologia dell'Academia Sinica nel 1928 sotto Cai Yuanpei, e insieme a sua moglie e a Yang Qingkun svolse lavoro sul campo tra il popolo yi dello Yunnan. Insegnò anche all'Università Cattolica Fu Jen (che in seguito si trasferì a Taipei). Dopodiché, fu il primo (e per un bel po' di tempo, l'unico) professore di antropologia all'Università Tsinghua. Amministrativamente, lo status di antropologia fu oscillante per i primi anni; il dipartimento cominciò come "sociologia e antropologia", poi cambiò in "sociologia"; tuttavia, l'antropologia era una "parte integrante del dipartimento". Širokogorov fu correlatore per la tesi magistrale di Fei Xiaotong, che arrivò all'università nel 1933. Fei è più noto per la sua associazione con Bronisław Malinowski, ma egli stesso dice che Širokogorov fu più influente nel suo sviluppo accademico. Un altro studente di Širokogorov a Tsinghua fu Francis Hsu, che aveva un'opinione meno favorevole di lui, lamentandosi anni dopo del suo stile personale "autoritario" e "intimidatorio". Širokogorov ebbe scarse relazioni anche con i suoi colleghi espatriati Wilhelm Schmidt e Alfred Reginald Radcliffe-Brown.

## Opere e retaggio
Le opere principali di Širokogorov includono Opyt izsli︠e︡dovanīi︠a︡ osnov shamanstva u tungusov «Опыт исследования основ шаманства у тунгусов» (1919); Ėtnos. Izsli︠e︡dovanīe osnovnykh print︠s︡ipov izmi︠e︡nenīi︠a︡ ėtnicheskikh i ėtnograficheskikh i︠a︡vlenīĭ «Этнос. Исследование основных принципов изменения этнических и этнографических явлений» (1923); Organizzazione sociale del Manciù («Социальная организация маньчжур») (1924); e Complesso psicomentale dei Tungusi (1935), quest'ultima scritta direttamente in inglese. Lasciò dietro un manoscritto di un dizionario di evenki, che sua moglie trasmise a Yasumoto Tokunaga (in seguito dell'Università Kansai Gaidai) nel 1943. Tuttavia questo e altri documenti di Širokogorov andarono perduti durante l'occupazione del Giappone quando l'esercito statunitense prese il controllo del Minzoku Kenkyūsho.
Gli autori successivi descrissero Širokogorov come uno dei più grandi esperti di studi tungusi. Nel 1991, Koichi Inoue scoprì un suo manoscritto sulla lingua evenki tra le carte di Władysław Kotwicz (Inoue era stata a cercare informazioni da Bronisław Piłsudski);

## Antropologia
S. M. Širokogorov diceva che i Cinesi erano un complesso di tipi antropologici, e credeva che il tipo cinese si ritrovasse nei popoli della Manciuria e della Corea.

## Opere di S. M. Širokogorov
- Sergej Michajlovič Širokogorov, Social organization of the northern Tungus, Shanghai, The Commercial Press Limited, 1933. (ristampa disponibile presso Anthropological Publications, 1966)
- Sergej Michajlovič Širokogorov, Social organization of the Manchus. A study of the Manchu clan organization, Shanghai, Royal Asiatic society. North China branch, 1924.
- Sergej Michajlovič Širokogorov, Psychomental Complex of the Tungus, Londra, Kegan, Paul, Trench, Trubner, 1935.